# Lignydesmus tarmanus
Lignydesmus tarmanus är en mångfotingart som först beskrevs av Kraus 1959.  Lignydesmus tarmanus ingår i släktet Lignydesmus och familjen kuldubbelfotingar. Inga underarter finns listade i Catalogue of Life.